# HTML Tidy
HTML Tidy, ou plus simplement Tidy, est un logiciel permettant de corriger et de valider le code HTML d'une page web selon les critères émis par le W3C.

## Description
Logiciel libre, Html Tidy fonctionne en ligne de commande.
Après analyse de la syntaxe d'un fichier HTML, il la corrige et valide celui-ci. Il est capable de corriger plusieurs erreurs, mais lorsque la correction lui semble trop difficile à déterminer, il envoie un message d'avertissement. Certains sont bénins, alors que d'autres signifient que différentes constructions en HTML ne respectent pas les critères du W3C.
Il existe d'autres versions de ce logiciel avec une interface graphique plus pratique, comme TidyGUI.

## Historique
Développé initialement par Dave Raggett, il a été gracieusement offert au W3C. Par la suite, un groupe de volontaires s'est attelé à son amélioration.